# ムラサキアリアケカズラ
ムラサキアリアケカズラ（紫有明葛、学名：Allamanda blanchetii、シノニム：Allamanda violacea）はキョウチクトウ科アリアケカズラ属の半つる性常緑低木。

## 特徴
他のアリアケカズラ類が黄花であるのに対して、本種は赤紫色の花が咲く。花の中心部は濃い紫色。花径は約5 cmほどの漏斗型で、先が5裂する。葉はやや幅広の倒卵形で全縁、両面に粗い毛が散生しざらつく。葉は3–4枚が輪生する。枝にも粗い毛が散生し、枝を3 mくらいまで長く伸ばして他の木などに絡みつく。蒴果はまれに結実し、表面に刺が多い。

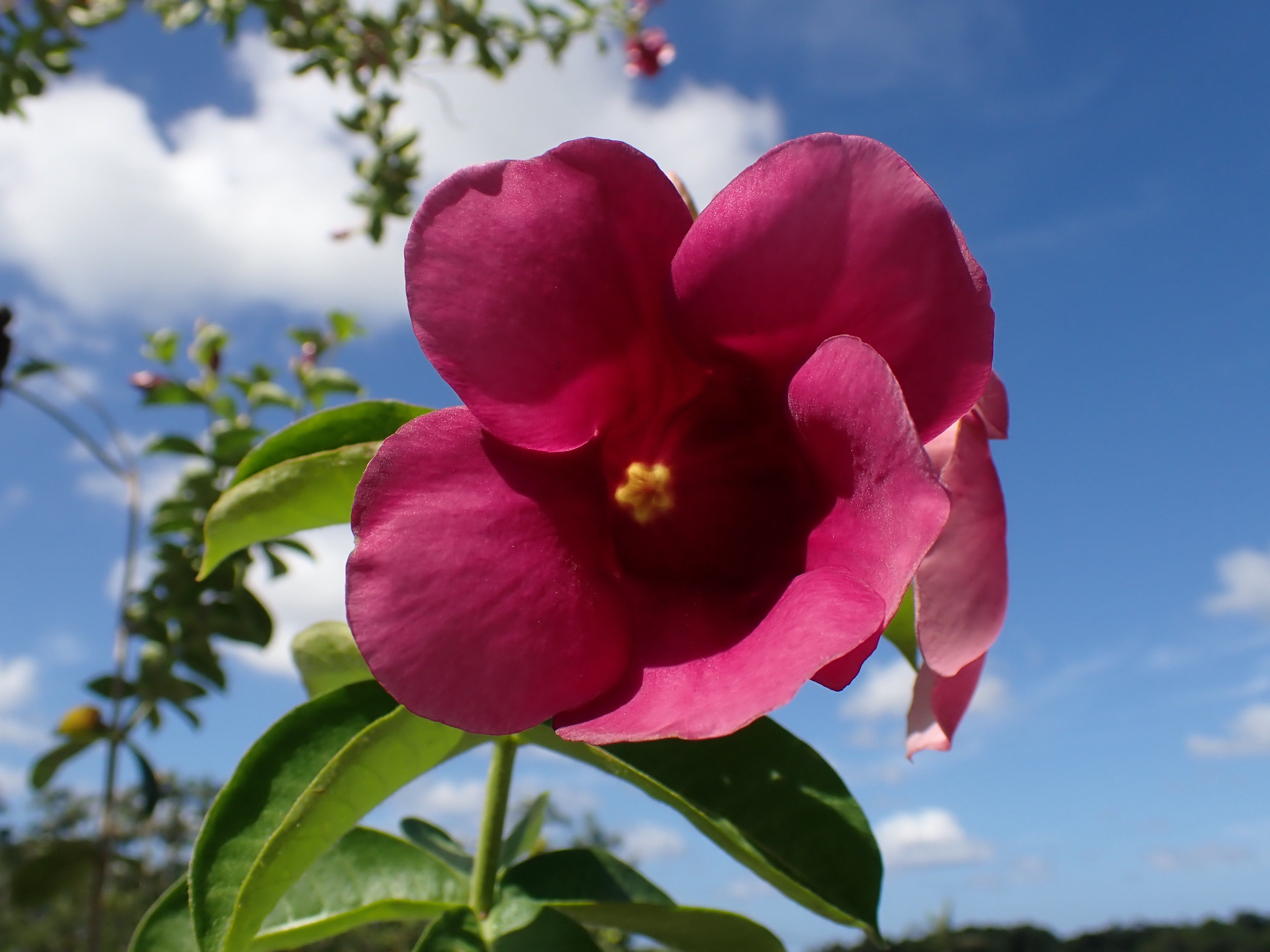
花（2024年10月 沖縄県沖縄市 東南植物楽園）
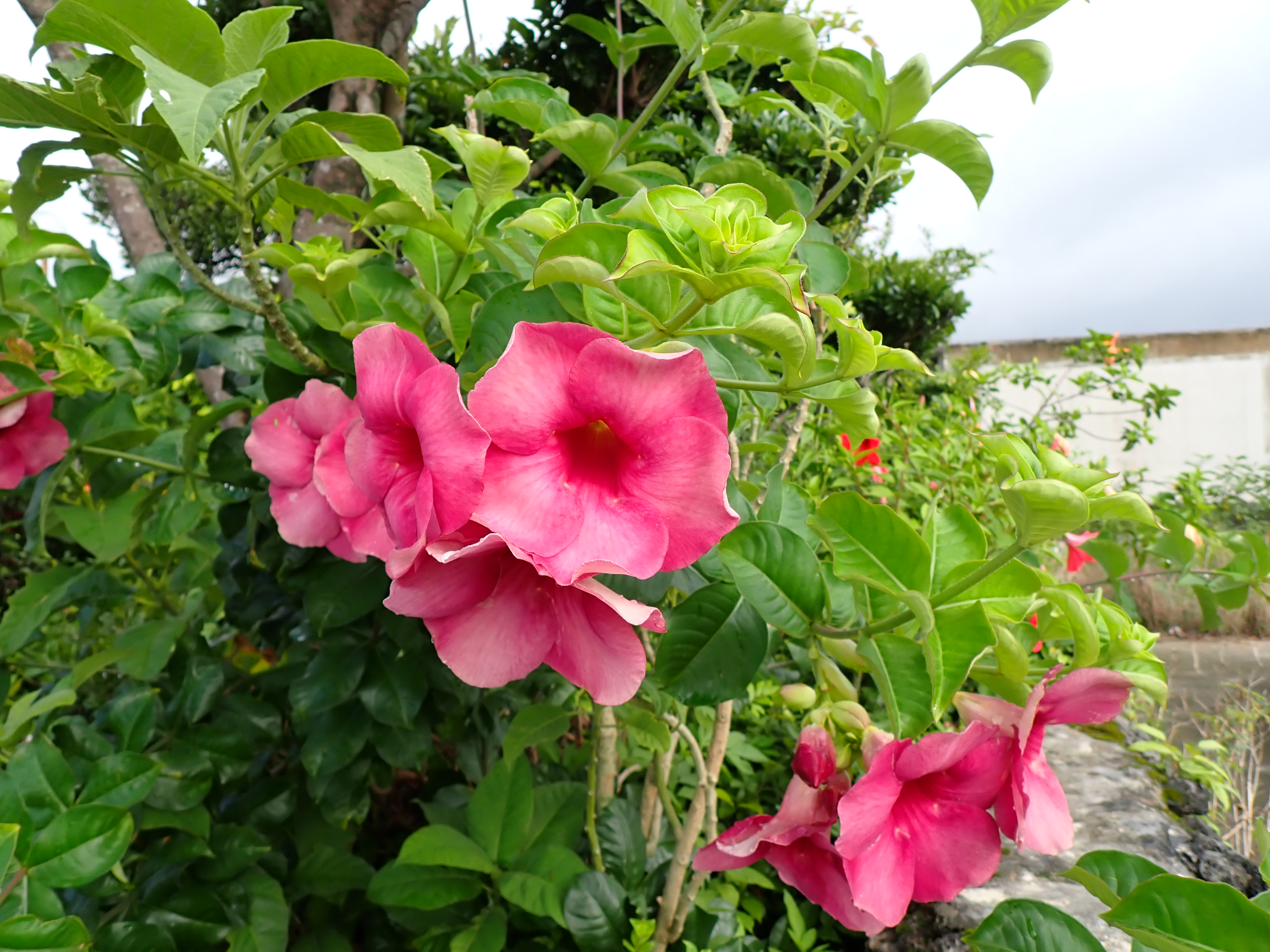
花（2024年5月 沖縄県石垣市）
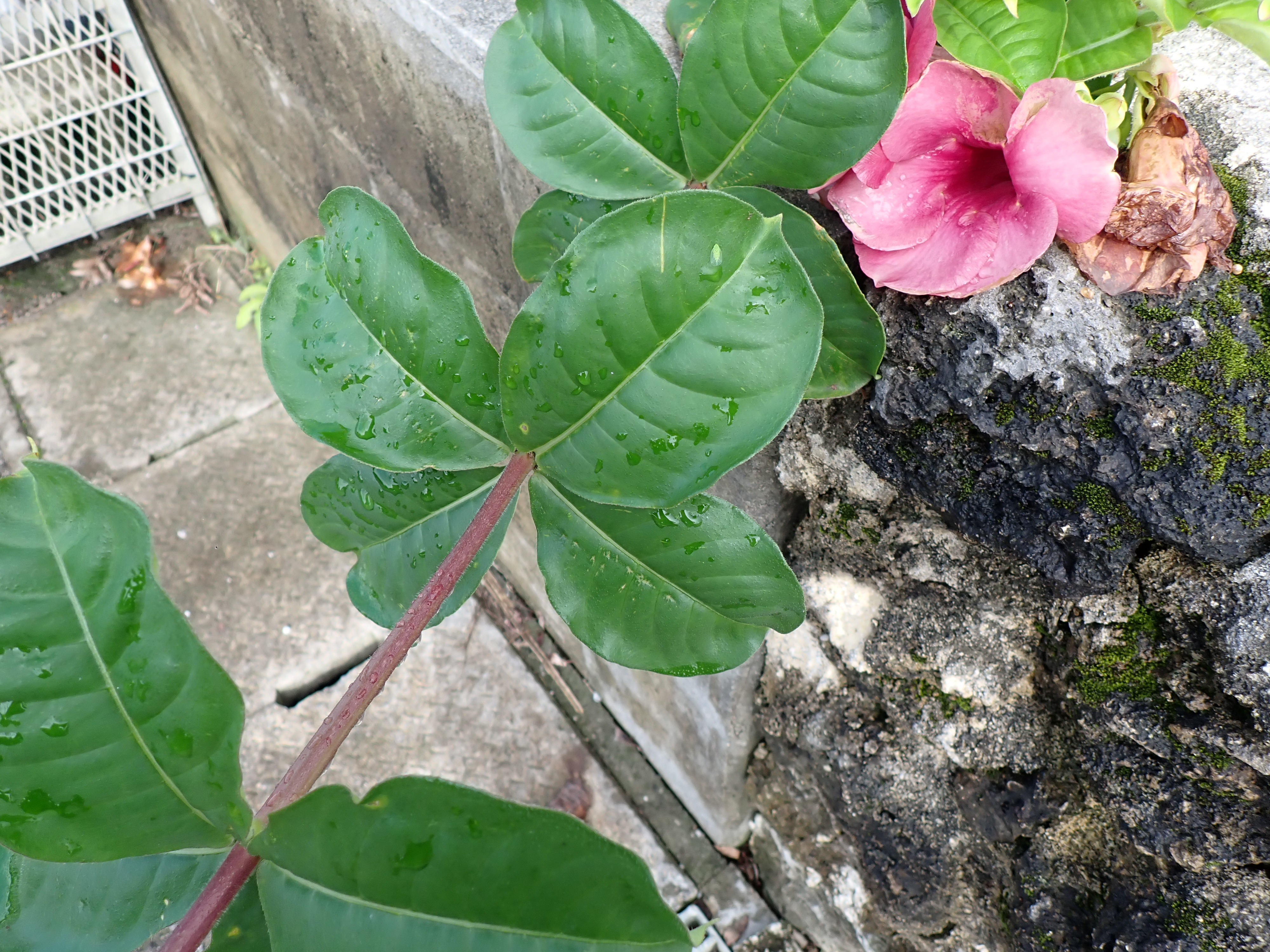
輪生葉（2024年5月 沖縄県石垣市）
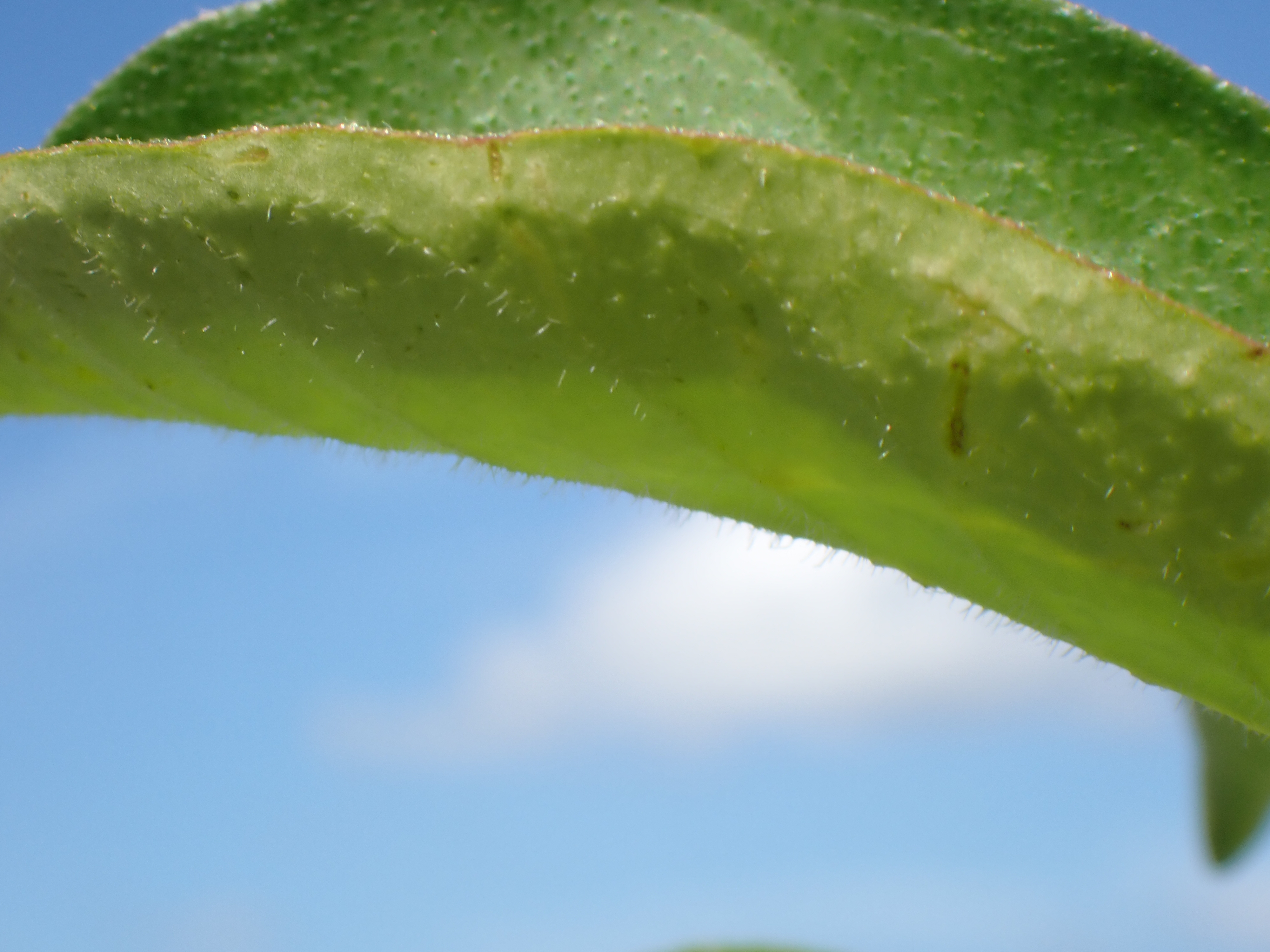
葉の両面に生える粗い毛（2024年10月 沖縄県沖縄市 東南植物楽園）
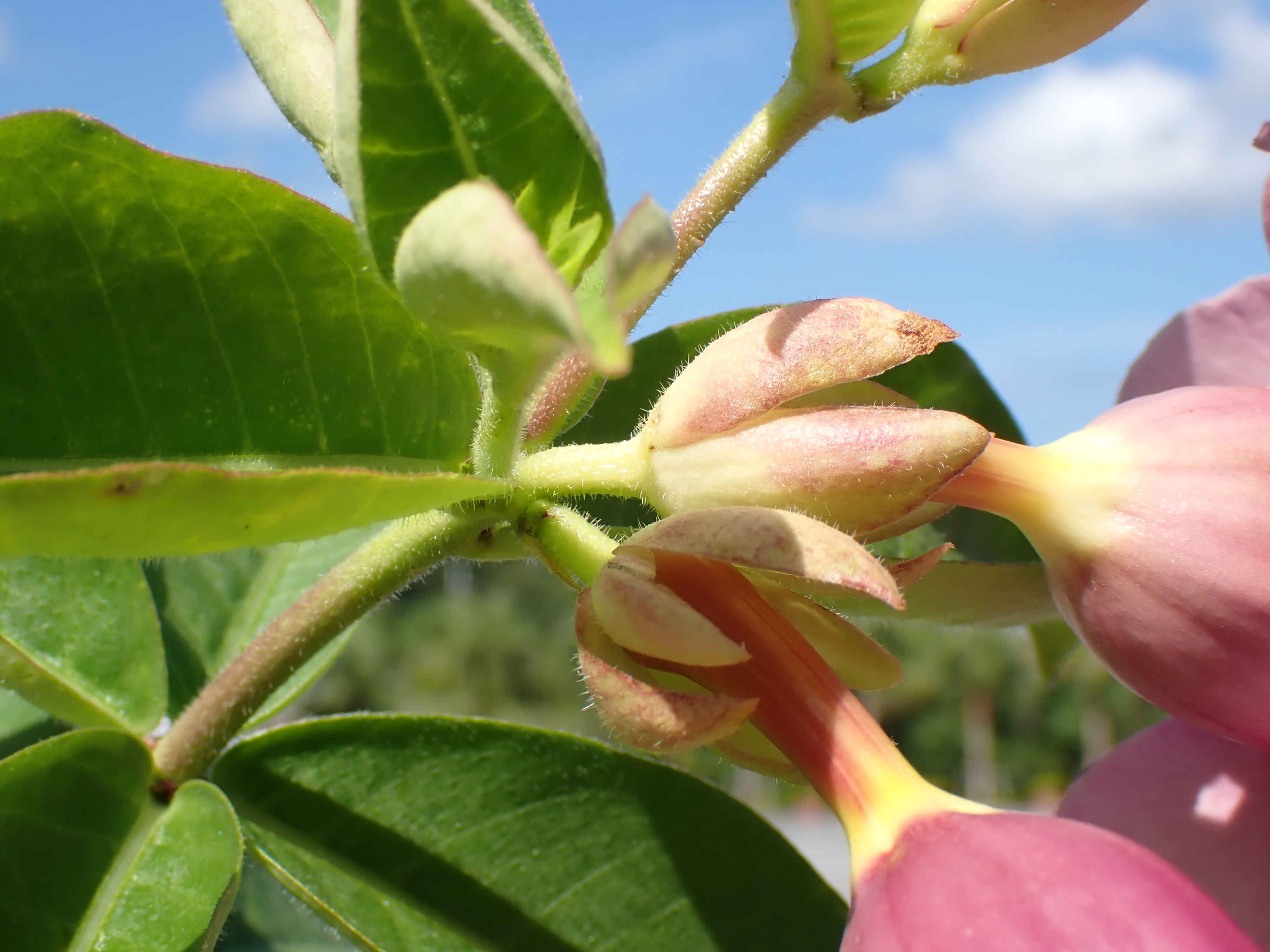
茎に生える粗い毛（2024年10月 沖縄県沖縄市 東南植物楽園）
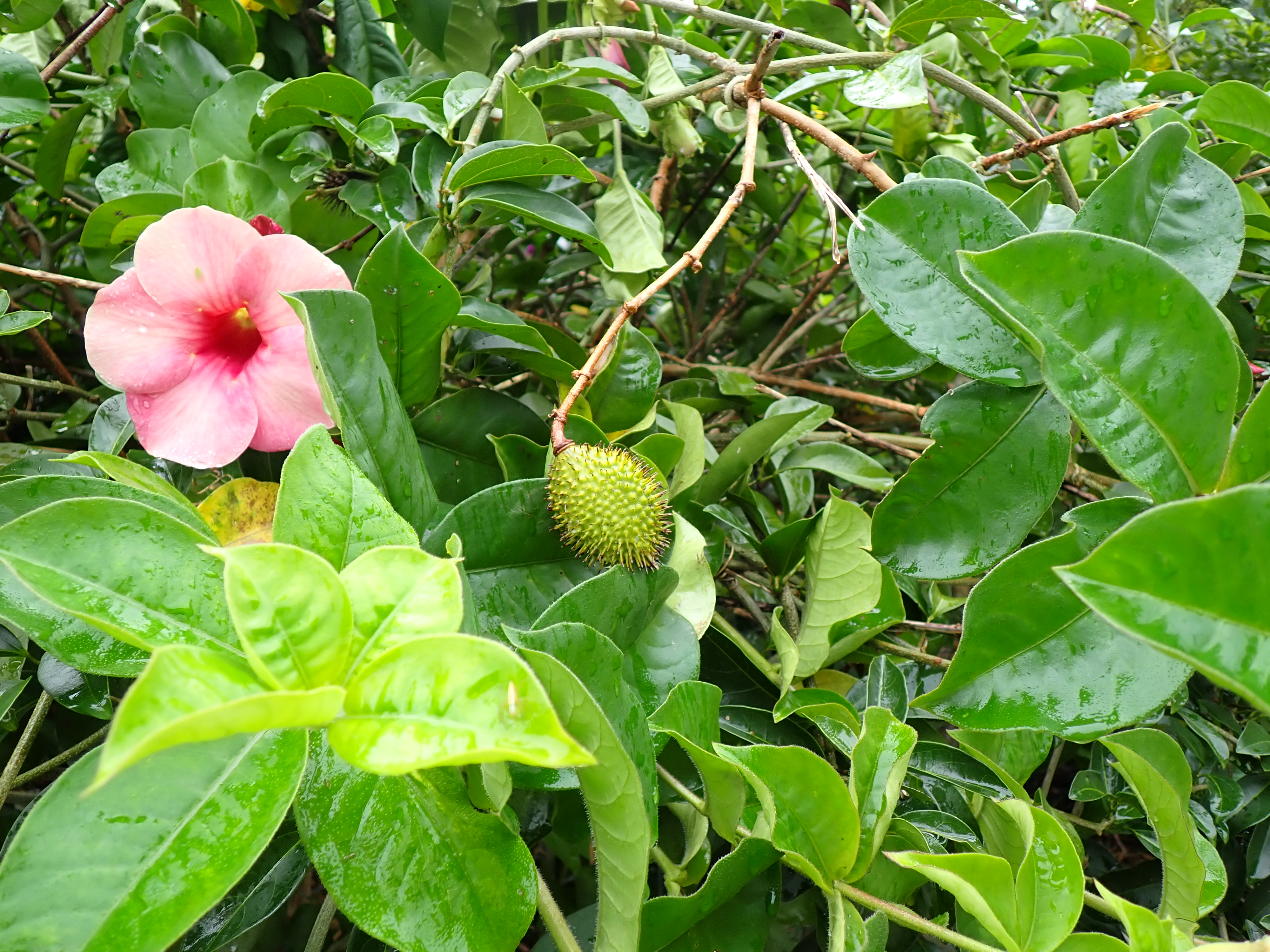
刺の多い蒴果（2024年6月 沖縄県本部町）

## 分布と利用
ブラジル原産で、沖縄県内では庭、公園樹として利用されるが、黄色い種と比べて栽培はまだ少ない。花期は5–11月。挿し木で繁殖可能。